# 向僎
向僎（1547年—1606年），字良佐，雲南臨安衛籍，湖廣辰州府黔陽縣人，九月初二日生，行二，治《詩經》，明朝政治人物。

## 生平
由國子生中式雲南鄉試第三十八名舉人，年三十一歲中式萬曆五年（1577年）丁丑科會試第二百九十四名，第三甲第一百九十八名進士。萬曆二十年（1592年）六月由户部郎中升四川佥事。

## 家族
曾祖向祿；祖向秀；父向本惠；母柴氏。慈侍下。兄儒，弟倫。